# Roesalka (1910)
Roesalka (Russisch: Русалка) is een film uit 1910 van regisseur Vasili Gontsjarov.

## Verhaal
De film is een bewerking van het gelijknamige sprookje van Aleksandr Poesjkin.

## Rolverdeling
| Acteur                | Personage  |
| --------------------- | ---------- |
| Vasili Stepanov       | Molenaar   |
| Aleksandra Goncharova | Natalya    |
| Andrey Gromov         | The Prince |